# Thomas Browne
Sir Thomas Browne (19. říjen 1605, Londýn – 19. říjen 1682, Norwich) byl anglický lékař, básník, alchymista a filosof, známý především svou knihou úvah Religio Medici (Náboženství lékaře).

## Život
Narodil se do rodiny obchodníka s hedvábím, který však brzy zemřel. Mladý Thomas studoval na Winchester College a v letech 1623-1626 na Oxfordské univerzitě. Medicínu studoval v Pise, v Montpellieru a doktorát získal v Leidenu. Roku 1637 se usadil v Norwichi, kde působil jako lékař až do smrti. V roce 1662 (1664 podle Britanniky) svědčil v procesu proti dvěma ženám, obžalovaným z čarodějnictví, a patrně ovlivnil porotu, která je odsoudila k upálení. Roku 1671 ho Karel II. při návštěvě v Norwichi povýšil do šlechtického stavu. Jeho náhrobní deska v kostele v Norwichi připomíná, že "proměňoval olovo ve zlato".

## Dílo
Své první a nejslavnější dílo, knihu deníkových záznamů a myšlenek Religio medici, sám označil jako "soukromé pokusy určené sobě samému" a nejprve je dával číst v rukopisech úzkému kruhu přátel. Kniha vyšla bez jeho svolení roku 1642, Browne pak roku 1643 vydal autorizovanou verzi, kde vypustil některá kontroverzní místa. Po mimořádném úspěchu knihy sepsal rozsáhlejší spis Pseudodoxia Epidemica (nakažlivé omyly), který vyšel roku 1646. Je znám též jako Brownovy všeobecné omyly, neboť v něm vyvrací řadu pověr a přesvědčení, jež žily v obecném povědomí. V roce 1658 vydal svou třetí knihu, dvojici pojednání o pravěkých pohřebních nálezech a o "Zahradě Cyrově", kde rozebírá všudypřítomný obrazec pětice (quincunx). Posmrtně, roku 1690, vyšel ještě text A Letter to a Friend, Upon occasion of the Death of his Intimate Friend (Dopis příteli při příležitosti úmrtí jeho důvěrného přítele). 
Browne byl široce vzdělaný muž, nicméně člověk své doby, ovlivněný jak Baconem, tak i pověrami své doby. Jeho knihy jsou psány živým, bohatým a pestrým jazykem s množstvím citátů z Bible i klasických autorů. Proto se zejména Religio medici stále vydává i čte a silně ovlivnila řadu britských autorů, především romantiků (Thomas de Quincey, Samuel Taylor Coleridge, Edgar Allan Poe, Herman Melville nebo Joseph Conrad), ale také Virginii Woolfovou a řadu vědců (Samuel Johnson, Stephen Jay Gould) i mystiků až do současnosti (Helena Petrovna Blavatská, Jorge Luis Borges).